# FreeBSD
A FreeBSD egy Unix-alapú operációs rendszer i386, IA-64, x86-64, PC-98, Alpha/AXP, és UltraSPARC platformokra (az 5.x ágban kezdetleges PowerPC támogatás is található). A FreeBSD a U.C. Berkeley 4.4BSD-Lite kiadására épül, és emellett némi 4.4BSD-Lite2 javítással rendelkezik. Indirekt módon kapcsolódik William Jolitz Berkeley-es i386-os Net/2 portjához is, amely ismert még 386BSD néven is. Mostanra kevés 386BSD kódot tartalmaz.
A FreeBSD és a GNU/Linux között van néhány alapvető különbség: míg a FreeBSD a Berkeley egyetem által kifejlesztett UNIX-ot vette alapul, addig a GNU/Linux-ot az AT&T UNIX-áról mintázták.
A legnépszerűbb, legszélesebb körben használt nyílt forrású BSD terjesztés. Vállalatok, ISP-k, kutatók, számítógép specialisták, tanulók, szabad szoftveres szervezetek és otthoni felhasználók előszeretettel használják a munkájuk során.

## Történet

### Előzmények
Az 1970-es évek közepén Ken Thompson a tanulmányi szabadságát töltötte a Kaliforniai Egyetemen, Berkeleyben, ahol a tanulókkal megismertette a UNIX operációs rendszert. Az egyetem diákjai 1978-ban már saját Unix kiadásokat készítettek. Az 1980-as években a Berkeley Egyetemnek szerződése volt a Department of Defense-zel, melynek értelmében beépítették a TCP/IP vermet a BSD-be (Berkeley Software Distribution – a Berkeley Egyetem saját terjesztésű Unix rendszere és a segédprogramjai) és szabványos operációs rendszert fejlesztettek a Defense Department számítógépei számára. A 4.3BSD-vel és a Berkeley Networking Release 2 szalagokkal (más néven „Net/2”-vel), a Berkeley már egy olyan közel teljes operációs rendszert hozott létre, amely mentes volt az AT&T kódjától.
William Jolitz elkezdte portolni a BSD-t Intel 386-os gépekre, és közben a munka menetéről cikkeket írt a Dr. Dobb's újságba. A szoftvert, amelyen dolgozott egyszerűen „386BSD”-nek nevezte. 1993-ban Jolitz úgy döntött, hogy befejezi a munkát a 386BSD-n. Ez a pont volt a modern BSD-k születésének ideje.

### A FreeBSD születése
1992-ben és 1993-ban Jordan K. Hubbard, Rod Grimes, és Nate Williams a 386BSD-n dolgozott és a változásokat „Unofficial 386BSD Patchkit” néven publikálták. A patchkit karbantartása egyre nagyobb fáradságot igényelt, ezért egy új fejlesztési mechanizmusra volt szükség. A három szerző egy új projekten kezdett el dolgozni. A projekt neve „386BSD 0.5” lett, és tartalmazott minden olyan patchet és funkciót, amelyet egy operációs rendszernek tartalmaznia kell. Jolitz 1993 elején hivatalosan is levette kezét a 386BSD projektről. Ekkor David Greenman a Walnut Creek-től azt javasolta, hogy a patchkiten alapuló új operációs rendszer neve legyen FreeBSD. Ezt követően 1993. november 1-én megtörtént a FreeBSD 1.0 kiadása. 
Hubbard kapcsolatba lépett a Walnut Creek-kel a célból, hogy közösen egy CDROM-terjesztő csatornát építsenek ki. A Walnut Creek segített, és nagy sávszélességgel rendelkező szervereket és hardvereket biztosított a fejlesztéshez. A FreeBSD első CDROM kiadása, a FreeBSD 1.0 1993 decemberében jelent meg.
Miután a Novell/Berkeley per miatt a FreeBSD alapját Net/2-ről 4.4BSD-Lite-ra kellett frissíteni, 1994 novemberében kiadták a FreeBSD 2.0-t. Az azóta folyamatosan tartó javításoknak, fejlesztéseknek, frissítéseknek köszönhetően jelenleg a FreeBSD kiadások az éles környezetbe való FreeBSD 14.2-nél tartanak. Ezek a rendszerek tartalmazzák a 4.4BSD-Lite alapot, és azokat a további fejlesztéseket, amelyeket a FreeBSD fejlesztők a későbbiekben tettek hozzá a rendszerhez. A FreeBSD ezen kívül számos dolgot vett át a NetBSD-ből, az OpenBSD-ből, a Free Software Foundation-től és egyéb más szervezetektől, személyektől.